# Aganippe (Tochter des Aigyptos)
Aganippe (altgriechisch Ἀγανίππη Aganíppē) ist in der griechischen Mythologie eine Tochter des ägyptischen Königs Aigyptos.
Als Ägypten von einer Dürre heimgesucht wird, wendet sich Aigyptos an das Orakel von Delphi, wo ihm zur Opferung seiner Tochter geraten wird. Nachdem die Opferung Aganippes vollzogen wurde, ist er so betrübt, dass er sich in den Fluss Melas (Nil) stürzt. Der Fluss erhielt daraufhin den Namen Aigyptos.
Der Mythos um Aganippe ist nur einmalig bei Pseudo-Plutarch bezeugt.